# Liră palestiniană

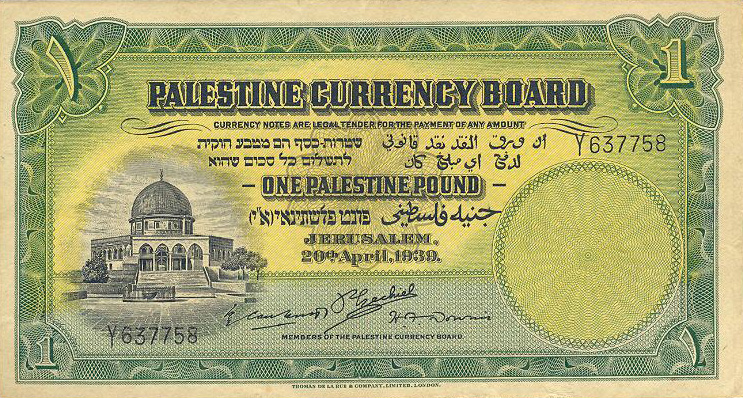
Bancnotă cu valoarea nominală de 1 liră palestiniană, emisă în 1939 (avers)

Lira palestiniană a fost unitatea monetară oficială a Palestinei în perioada 1927-1948.

## Galerie de imagini

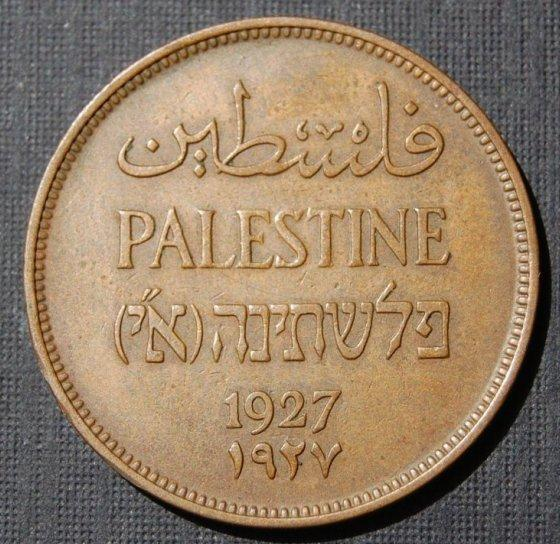
Monedă cu valoarea nominală de 1 mill (1 liră palestiniană = 1.000 mills), emisă sub mandat britanic, în 1927 (avers)